# دهداري (تشغابور)
دهداري (بالفارسية: دهداری) هي قرية تقع في إيران في قسم تشغابور الريفي. يقدر عدد سكانها بـ 136 نسمة بحسب إحصاء 2016.